# Holder da Silva
Holder da Silva (ur. 12 stycznia 1988 w Bissau) – lekkoatleta z Gwinei Bissau, sprinter. Trzykrotny uczestnik igrzysk olimpijskich (2008, 2012, 2016).
W 2006 r. wystartował na mistrzostwach świata juniorów w Pekinie zajmując piąte miejsce w swoim biegu eliminacyjnym, co nie dawało awansu do drugiej rundy. Taką samą pozycję zajął na mistrzostwach świata w 2007 r. w Osace i na igrzyskach olimpijskich w Pekinie.

## Rekordy życiowe
| Dystans       | Wynik (s) | Miejsce   | Data           |
| ------------- | --------- | --------- | -------------- |
| bieg na 60 m  | 6,80      | Pombal    | 14 lutego 2009 |
| bieg na 100 m | 10,36     | Lizbona   | 12 lipca 2009  |
| bieg na 200 m | 21,01     | Salamanka | 8 lipca 2009   |